# Erwin Stransky
Erwin Stransky (* 3. Juli 1877 in Wien; † 26. Jänner 1962 ebenda) war ein österreichischer Psychiater.

## Leben
Erwin Stransky studierte von 1894 an Medizin in Wien und entwickelte während dieser Zeit ein besonderes Interesse für Neurologie und Psychiatrie, sodass er schon während des Studiums unter Heinrich Obersteiner und Lothar von Frankl-Hochwart arbeitete und ab 1900, nach erfolgreicher Promotion zum Dr. med., in die Psychiatrische und Nervenklinik der Universität Wien Assistenzarzt unter Julius Wagner-Jauregg wurde. 1908 habilitierte er sich für Psychiatrie und Neuropathologie an der Universität Wien.
Er machte sich vor allem einen verdient um die Erforschung der zunächst nach Emil Kraepelin noch Dementia praecox, ab 1908 (Diskussion auf der Jahresversammlung deutscher Psychiater) bzw. 1911 (Erscheinen seines Lehrbuches, das ab da breit rezipiert wurde) mit Eugen Bleuler als Schizophrenie bezeichneten Krankheitsbildes. Einem breiten Leserkreis wurde er durch sein zweibändiges Lehrbuch der allgemeinen und speziellen Psychiatrie (1914/1919) bekannt.
Einen weiteren Forschungsschwerpunkt bildete das Krankheitsbild der Hysterie, wozu er eine neue Krankheitstheorie vorlegte, nach der diese »auf einem seelischen Defektzustand, dessen Grundelement eine ethische Minderwertigkeit und eine ebenso angeborne, unterbewusste Simulationstendenz darstellen« beruhe. »Letztere sucht die Minderwertigkeit unbewusst zu maskieren, zu decken«.
Stransky machte sich im Rahmen der Bewegung für Psychohygiene einen Namen, war Mitglied der Österreichischen Gesellschaft für Psychohygiene und verfasste einen frühen Leitfaden der psychischen Hygiene.
Ein besonderes Engagement entwickelte er auf dem Gebiet der Anwendung psychotherapeutischer Bewandlungsmethoden, insbesondere bei psychopathischen Persönlichkeitsstörungen und gründete hierzu 1920 einen eigenen Verein für angewandte Psychopathologie und Psychologie. Im Rahmen der psychotherapeutischen Behandlung sei die Psyche des psychisch Kranken in Richtung eines gewünschten Verhaltens zu beeinflussen. Dabei sei die Persönlichkeit des Therapeuten von besonderer Bedeutung.
In einer Wortmeldung in der Wiener Klinischen Wochenschrift 1916 im Rahmen einer breiter geführten Diskussion um die Frage »Krieg und Bevölkerung« fordert er, die »dichte Schar an psychopathisch Minderwertigen«, worunter er in erster Linie Alkoholabhängige und straffällig Gewordene, keineswegs jedoch wirkliche an psychischen Krankheiten Leidende, verstanden wissen wollte, die zu jener Zeit oft in psychiatrischen Kliniken versorgt wurden und als »Minderwertige« für den aktiven Wehrdienst ausgemustert wurden, an die Front zu schicken, um so »Individuen, deren Reproduktion minder wünschenswert ist, an Stelle selektiv wertvollerer zu exponieren«.
Als Julius Wagner-Jauregg sich 1920 wegen elektrischer Folterung von Frontsoldaten verantworten musste, verteidigte er diesen.
Im Juli 1938 musste Erwin Stranksy trotz seines radikalen Deutschnationalismus nach einer amtlichen Aufforderung durch den Dekan wegen seiner jüdischen Vorfahren sein Lehr- und Prüfungsamt niederlegen.
1945 wurde er mit dem Wiederaufbau und der Leitung der Nervenklinik am Rosenhügel betraut. 1946 wurde ihm von der Wiener Universität die venia legendi erneut verliehen und er zum Titularprofessor berufen. 1951 zog er sich aus Altersgründen aus beiden Tätigkeiten zurück. Er wurde in einem Ehrengrab auf dem Wiener Zentralfriedhof beigesetzt.
Stranskys Empfehlung verhalf Heinrich Gross zu dessen späterer Anstellung als Gerichtspsychiater.
Als einziger Österreicher war Stransky Ehrenmitglied der American Psychiatric Association.

## Wesentliche Werke
Insgesamt hat Stransky mehr als 300 Arbeiten verfasst, darunter 161 auf dem Gebiet der Psychiatrie und Neurologie.
- 1905: Über Sprachverwirrtheit. Sammlung zwangloser Abhandlungen aus dem Gebiete der Nerven- und Geisteskrankheiten 6.1905, Heft 4/5. Halle : Marhold Digitalisat auf Internet Archive
- 1909: Über die dementia praecox : Streifzüge durch Klinik und Psychopathologie. Grenzfragen des Nerven- und Seelenlebens Heft 99. Wiesbaden : Bergmann Digitalisat auf Internet Archive
- 1911: Das manisch-depressive Irresein. Handbuch der Psychiatrie : Spezieller Teil, 6. Abteilung. Leipzig : Deuticke Digitalisat auf Internet Archive
- 1914–1919: Lehrbuch der allgemeinen und speziellen Psychiatrie. Leipzig : Vogel. Band 1 Allgemeiner Teil (1914) Digitalisat auf Internet Archive
- 1914: Über krankhafte Ideen. Grenzfragen des Nerven- und Seelenlebens Heft 99. Wiesbaden : Bergmann Digitalisat auf Internet Archive
- 1918: Krieg und Geistesstörung. Feststellungen und Erwägungen zu diesem Thema vom Standpunkte angewandter Psychiatrie. Grenzfragen des Nerven- und Seelenlebens Heft 102. Wiesbaden : Bergmann Digitalisat auf Internet Archive
- 1919: Der Deutschenhaß. Wien ; Leipzig : F. Deuticke 1919 Digitalisat auf Internet Archive
- 1921: Psychopathologie der Ausnahmezustände und Psychopathologie des Alltags.
- 1923: Berufsberatung vom Standpunkt der Psychiatrie.
- 1926: Beteiligung des Ohres bei Psychosen. Die innere Werkstatt des Arztes. Handbuch der Neurologie
- 1927: Medizinische Psychologie, Grenzzustände und Neurosen beim Weibe. in: Josef von Halban (1870–1937) und Seitz, Ludwig (1872–1961) (Hg.), Biologie und Pathologie des Weibes : Handbuch der Frauenheilkunde und Geburtshilfe, Bd. V., T. 3, 1927, S. 1–102, 2. Aufl. 1954. Berlin ; Urban & Schwarzenberg
- 1928: Subordination, Autorität, Psychotherapie. Wien : Rikolaverlag
- 1931: Leitfaden der psychischen Hygiene. Berlin : Urban & Schwarzenberg
- 1960: zusammen mit Hänsel, Ludwig (1886–1959) & Dienelt, Karl (1917–?). Menschenführung im Blickfeld der Pädagogik und Psychohygiene. Wien [u. a.] : Österr. Bundesverl. für Unterricht, Wiss. und Kunst ; 1960